# Esporlatu
Esporlatu (Isporlatu in sardo) è un comune italiano di 360 abitanti della città metropolitana di Sassari che si trova a 474 metri sul livello del mare.

## Storia
L'area fu abitata già in epoca nuragica per la presenza nel territorio di alcuni nuraghi.

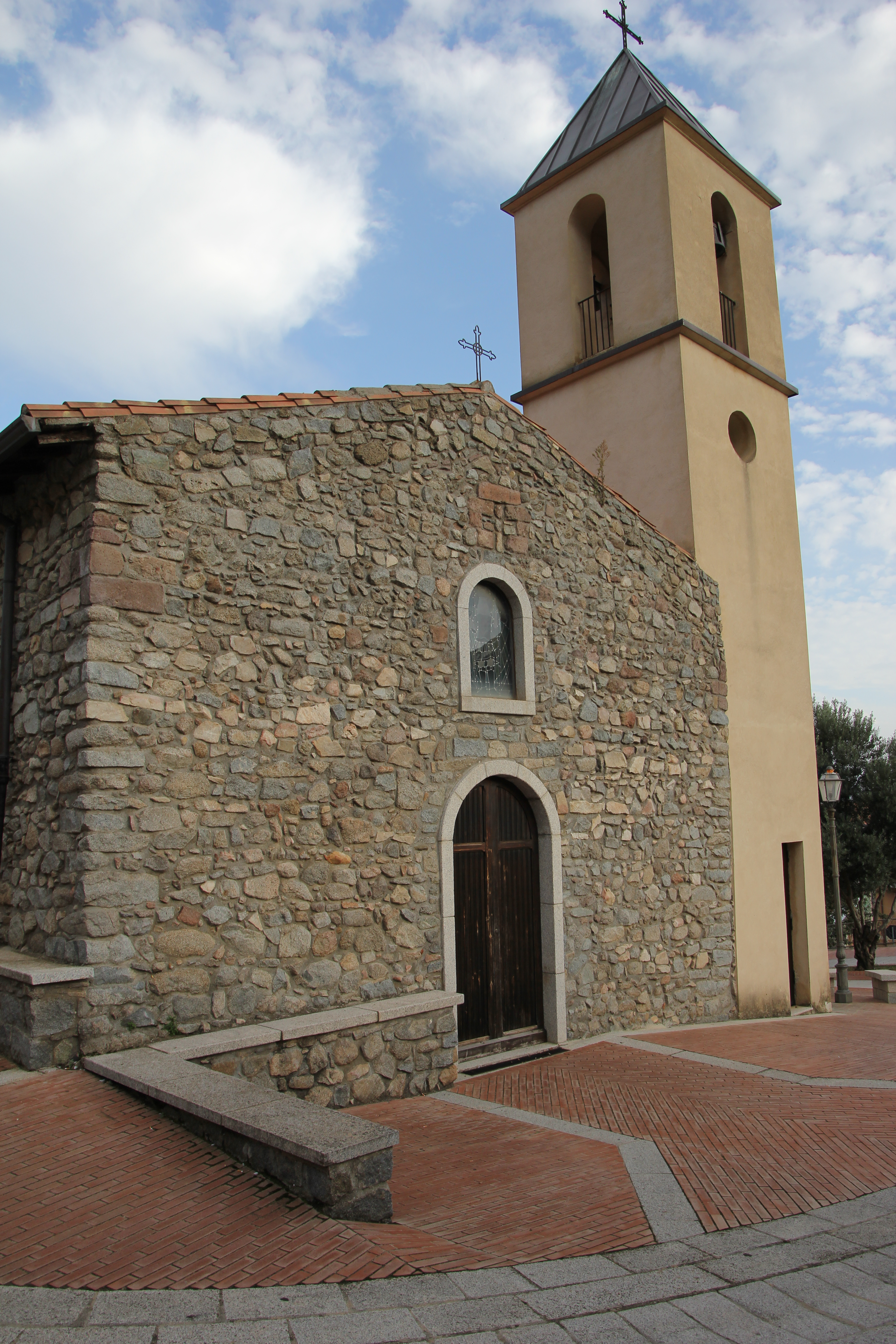
Chiesa di San Gavino

Nel Medioevo appartenne al giudicato di Torres e fece parte della curatoria del Goceano o di Anela. Nel territorio sorgeva anche un altro paese, Bortiocor, che fu anche capoluogo della curatoria dopo Anela, e che fu distrutto in epoca aragonese. Alla caduta del giudicato (1259) entrò a far parte del giudicato di Arborea sotto il quale dal 1339 fece parte della contea del Goceano. Successivamente (1420 circa) tutta la contea del Goceano passò sotto il dominio aragonese, ove divenne un feudo regio. Fu riscattato agli ultimi feudatari nel 1839 con la soppressione del sistema feudale.

### Simboli
Lo stemma e il gonfalone del comune di Esporlatu sono stati concessi con decreto del presidente della Repubblica del 25 febbraio 2008.
Il gonfalone è un drappo partito di verde e di giallo.

## Società

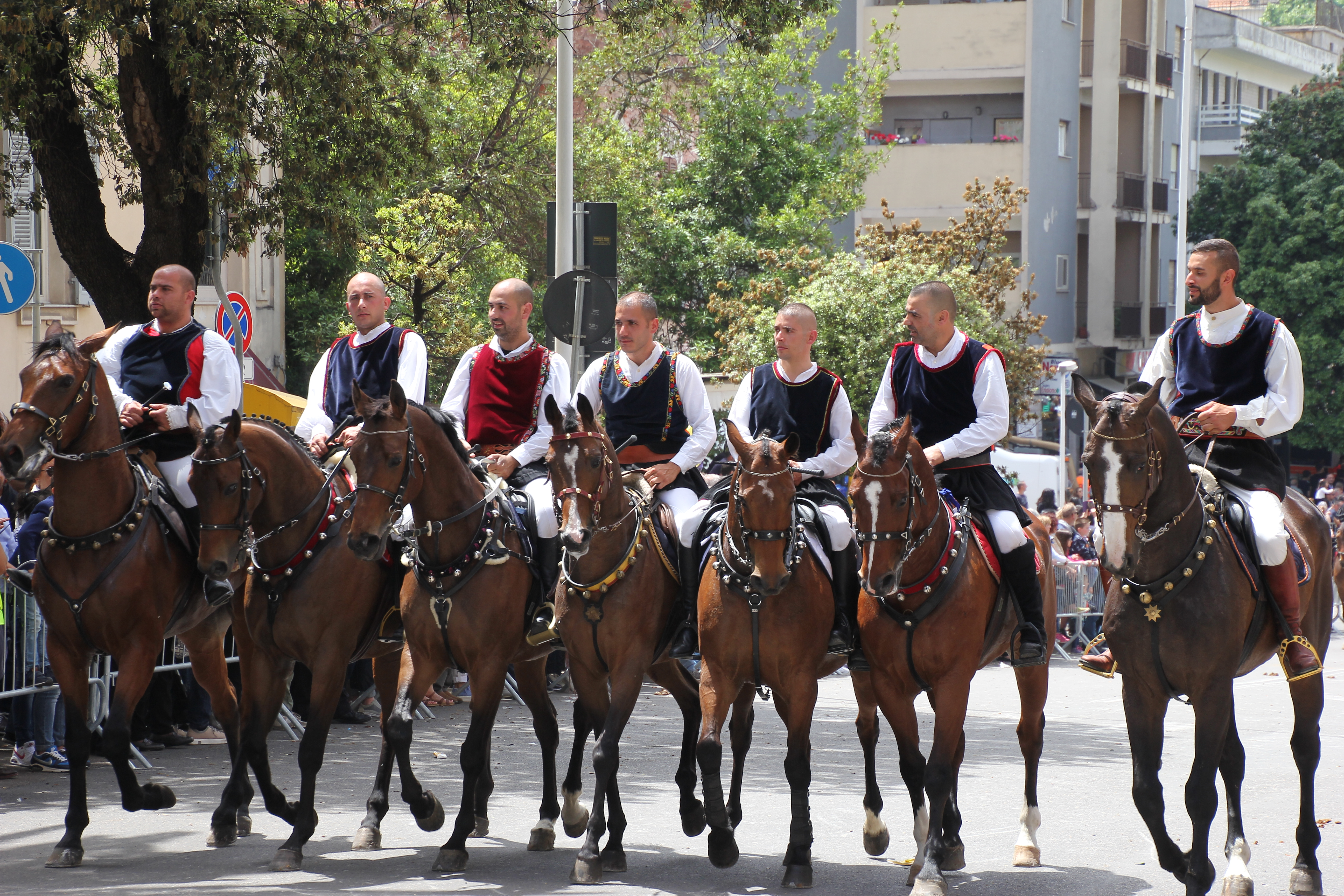
Abiti tradizionali maschili

### Evoluzione demografica
Abitanti censiti

### Lingue e dialetti
La variante del sardo parlata a Esporlatu è quella logudorese centrale o comune.

## Amministrazione
| Periodo         | Periodo         | Primo cittadino                    | Partito                                  | Carica  | Note   |
| --------------- | --------------- | ---------------------------------- | ---------------------------------------- | ------- | ------ |
| 6 giugno 1993   | 27 aprile 1997  | Sebastiano Antonio Umberto Curreli | DC                                       | Sindaco | [ 6 ]  |
| 27 aprile 1997  | 13 maggio 2001  | Gaetano Ledda                      | liste civiche di centro-sinistra         | Sindaco | [ 7 ]  |
| 13 maggio 2001  | 28 maggio 2006  | Luciano Baldino Pilo               | lista civica                             | Sindaco | [ 8 ]  |
| 28 maggio 2006  | 15 maggio 2011  | Luciano Baldino Pilo               | lista civica                             | Sindaco | [ 9 ]  |
| 15 maggio 2011  | 5 giugno 2016   | Francesco Pietro Pintore           | lista civica "Esperienza e Rinnovamento" | Sindaco | [ 10 ] |
| 6 giugno 2016   | 11 ottobre 2021 | Francesco Giuseppe Furriolu        | lista civica "Esporlatu"                 | Sindaco | [ 11 ] |
| 11 ottobre 2021 | in carica       | Antonio Fadda                      | lista civica "Uniti per Esporlatu"       | Sindaco | [ 12 ] |